# Kontramarka

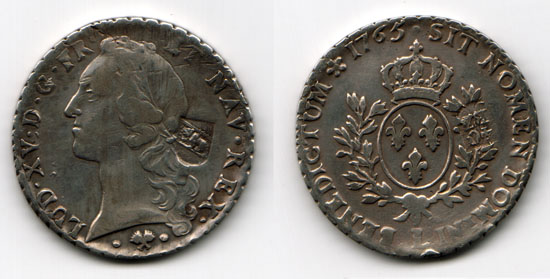
Francouzská mince s kontramarkou města Bern

Kontramarky jsou malé značky dodatečně vyražené do mince. Značka bývala v podobě čísla, obrázku nebo znaku. Plnily nejrůznější funkci – prodloužení platnosti mince, změnu velikosti nominálu nebo označovaly kvalitu mince. V tom případě po ověření kvality mince byly kontramarkovány odpovídající značkou platnou pro danou oblast.
Ve střední Evropě měly kontramarku v podobě městských znaků české groše užívané ve 14. a 15. století v mnohých německých městech. Zde kromě měst měli právo razit vlastní mince (a cizí kontramarkovat) nejen kurfiřti, knížata a hrabata, ale i církevní hodnostáři. Důvodem kontramarkování bylo zjednodušení a ušetření nákladů při vlastním mincování, takto stačilo nakoupit groše pražské či později míšenské a opatřit je vlastní kontramarkou.
Další rozšířenou mincí která byla často kontramarkována je levantský tolar Marie Terezie ražený s letopočty 1764 a 1780 (razí se dodnes). Jedná se větší stříbrnou obchodní minci, používala se jako platidlo v mnoha částech světa (Evropě, Africe, Asii ...) a kde lze nalézt kontramarky kupříkladu z Saúdské Arábie, Madeiry.